# West-Indisch Huis

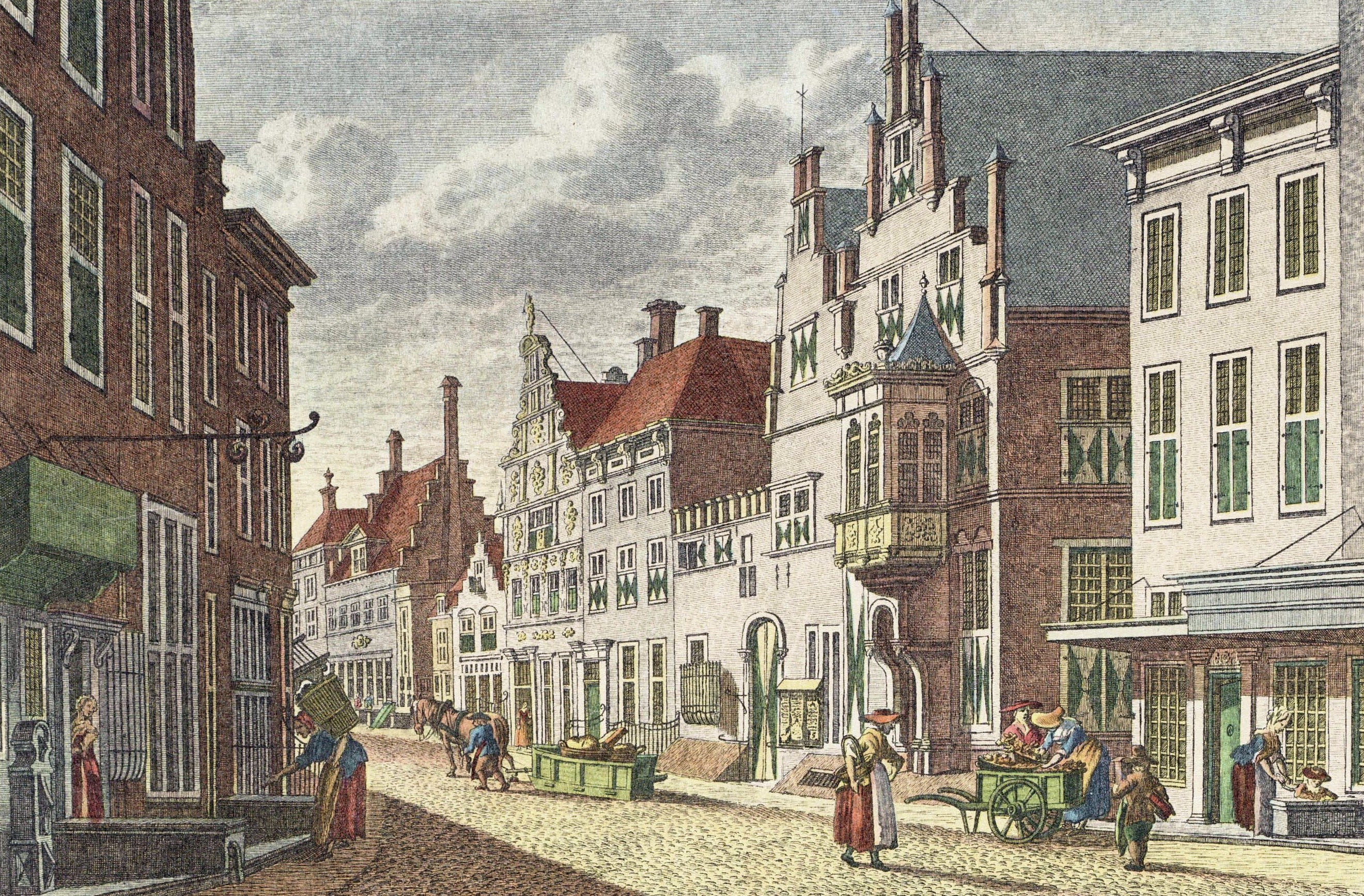
West-Indisch Huis in Middelburg door Jan Bulthuis

Het West-Indisch Huis, ook geschreven als Westindisch Huis was het kantoor en archief van de West-Indische Compagnie. Hier werden zakelijke overeenkomsten gesloten, vergaderingen gehouden en de administratie (al dan niet geheim) bewaard. Het West-Indisch Huis bestond in havensteden waar voorcompagnieën waren opgericht, actief in de vaart op Guinee, Nieuw-Nederland of Nederlands-Brazilië.
De Kamer Amsterdam liet in 1642 een West-Indisch Pakhuis bouwen op het eiland Rapenburg, en hield daar na 1654 ook haar vergaderingen. De Kamer Zeeland vergaderde in Middelburg, maar bezat ook kantoren en scheepswerven in Vlissingen en Veere. De Kamer van de Maze had huizen in Rotterdam, Delft en Dordrecht, die van het Noorderkwartier in Hoorn en Enkhuizen. De Kamer ter Stad en Lande zetelde in Groningen.
De handelswaar van de compagnie lag opgeslagen in pakhuizen.

## Lijst van West-Indische Huizen
- West-Indisch Huis in Amsterdam, Herenmarkt, aan de Haarlemmerstraat, vanaf 1623.
- West-Indisch Huis in Middelburg, op de hoek van de Lange Delft en de Sint Janstraat.
- West-Indisch Huis in Hoorn, het derde huis in de Nieuwsteeg bij de Ramen.
- West-Indisch Huis in Enkhuizen, Paktuinstraat, gebouwd in 1639.
- West-Indisch Huis in Rotterdam, aan het Haringvliet, zuidzijde van de Nieuwe Haven, gekocht in 1630.
- West-Indisch Huis in Delft, op de Geer.
- West-Indisch Huis in Dordrecht, Wijnstraat, gebouwd 1623.
- West-Indisch Huis in Groningen, eerder het Aduarderhuis, aan de Munnekeholm, genoemd in 1623.